# Alfredo Yáñez Domínguez
Alfredo Yáñez Domínguez, conocido como Aguirre o Quinito (n. Xares - f.  Sernande, 5 de noviembre de 1947), fue un guerrillero antifranquista gallego.

## Trayectoria
Trabajador ferroviario, vecino de Corzos y afiliado a la Sociedad Obrera y Campesina de Xares de la UGT. Tras el golpe de Estado en España de julio de 1936 fue enviado al monte en el otoño de 1936 con Manuel Álvarez Arias. Luego formó un grupo independiente que estuvo activo en A Cabreira, Ponferrada, Viana del Bollo, El Barco de Valdeorras y La Gudiña. Su grupo fue acusado de cometer tres asesinatos entre 1936 y 1943. Uno de sus miembros, Panarra, se rindió a la Guardia Civil en A Gudiña en junio de 1939 y otro, Serio, murió el 29 de septiembre de 1941 durante un enfrentamiento con la Guardia Civil en Zamora. Fue juzgado en Orense por asesinato y declarado en rebelión. Posteriormente formó parte del grupo de Domingo Rodríguez Rodríguez en la Serra dos Corzos, aunque nunca le gustó adaptarse a las organizaciones guerrilleras. Murió en un enfrentamiento con agentes españoles y portugueses en Sernande (Portugal) el 5 de noviembre de 1947.